# Idaea auroralis
Idaea auroralis là một loài bướm đêm trong họ Geometridae.